# アタチュルク森林農場動物園
アタチュルク森林農場動物園（アタチュルクしんりんのうじょうどうぶつえん, トルコ語: Atatürk Orman Çiftliği ve Hayvanat Bahçesi、頭字語AOÇ、英: Atatürk Forest Farm and Zoo）はトルコのアンカラにある動物園を設けた広大なレクリエーション施設である。小さな農場や温室、レストラン、酪農牧場、ビール醸造所を収容する。農場と動物園はトルコ農林省所轄。

## 森林農場

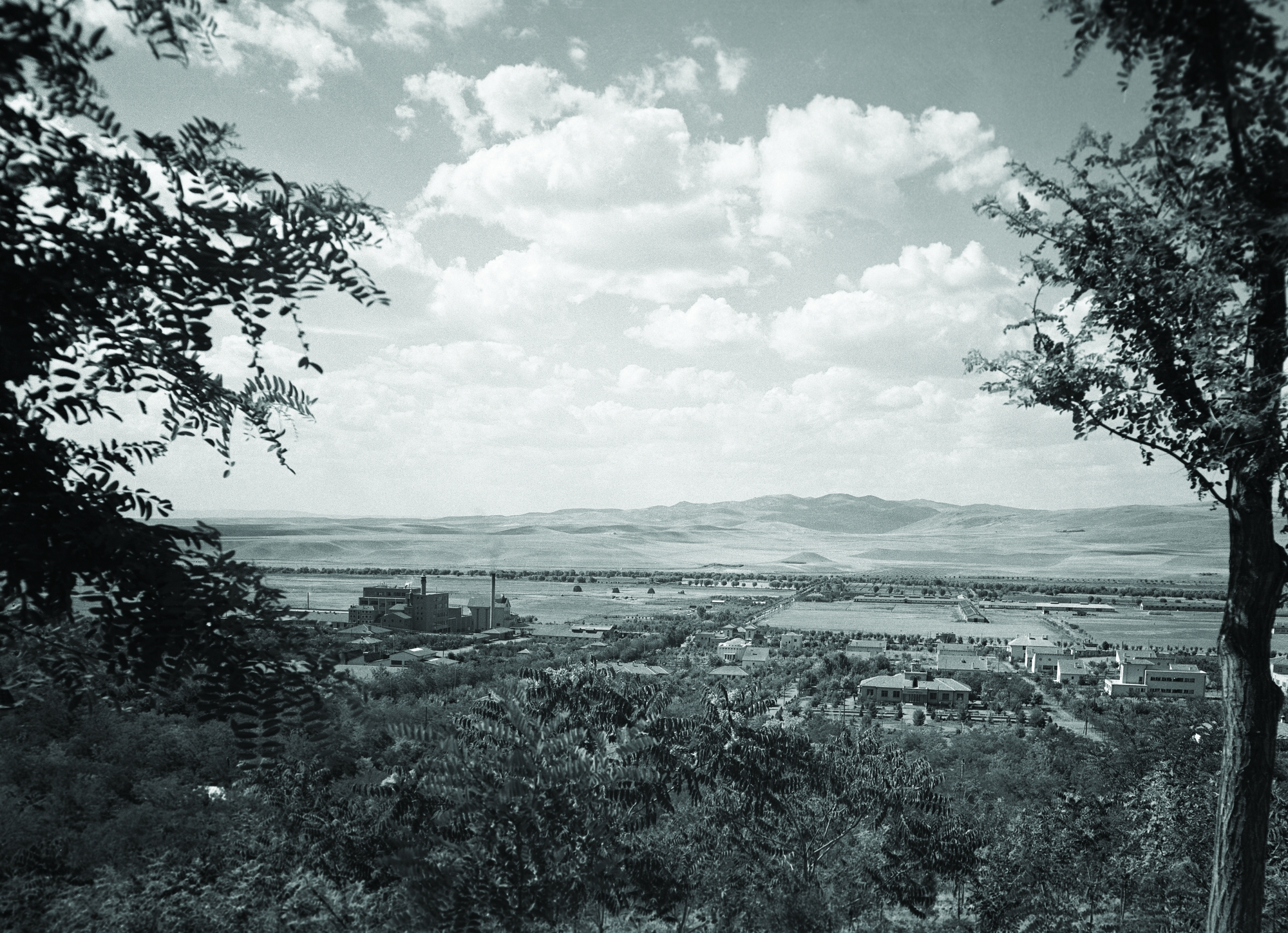
ガジ森林農場（1939年）

当施設はトルコ共和国の建国につくしたムスタファ・ケマル・アタチュルクの私有農場として1925年に設立された。翌1926年以降は農場の管理を牛馬の繁殖で著名な宗教集団に委託した。1937年、アタチュルクは農場をトルコ政府に寄付する。敷地内にはオスマン帝国時代のセラニクにあったアタチュルク（1881年生まれ）の生家を精巧に復元してある。
来園者に対応する食事どころは伝統的なレストラン（土: Merkez Lokantası、中央食堂）や売店エリアで、昔ながらのビール、新鮮な乳製品やアイスクリーム、炭焼きミートロールやケバブなどの農場で製造した食品を試食できる。

## 動物園
アンカラ動物園（トルコ語: Ankara Hayvanat Bahçesi）は1933年設立で敷地総面積は32平方キロメートル (12 sq mi)。数種類の大型ネコ科動物、さまざまな鳥や猿、類人猿、有蹄類、爬虫類を展示し、また水族館も備える。アンゴラ猫の繁殖と販売も園内で行う。

## 最近の批判と論争
トルコ大統領官邸はこの施設内に建ち、批判を受け実質的な国内法の議論や政治の紛争に発展する結果となった。2020年時点の報告によると、トルコの公営住宅開発局（TOKI）は競売で農地を売却する計画という。

### 注
1. ↑  農場の経営を受託した集団は、北カルス州に住むロシアの霊的キリスト教徒（モロカン派）。馬や牛の繁殖技術で定評があった。またキリストの再臨を待ち望み、アララト山近くに定住を希望していた。

## 関連資料
- 近藤純夫「●トルコ§アンカラ動物園」『日本と世界の動物園zooガイド』東京 : 平凡社、1998年、p231、全国書誌番号:99035191。ISBN 4-582-52727-2。